# Hongaarse Academie van Wetenschappen

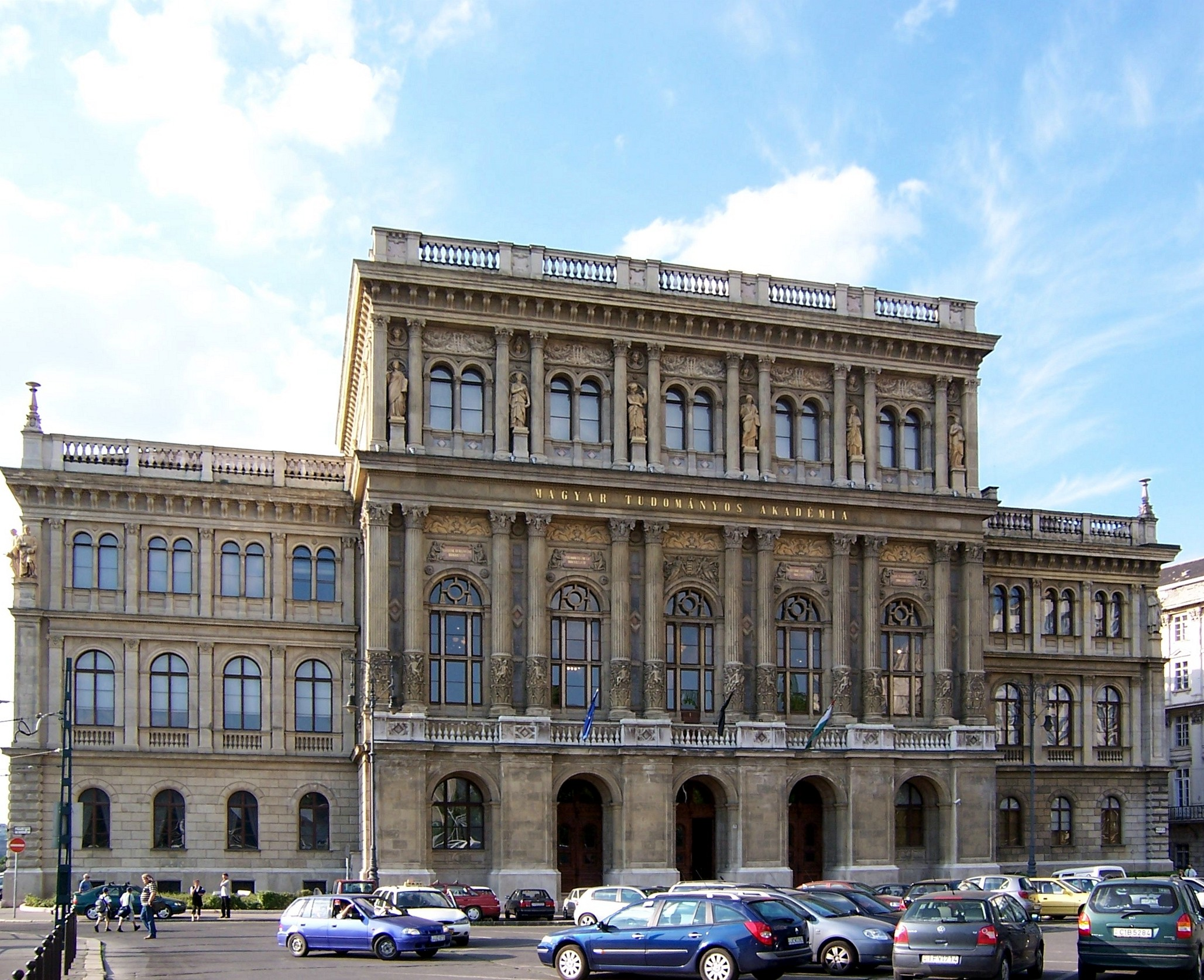
Het centrale gebouw van de Hongaarse Academie van Wetenschappen

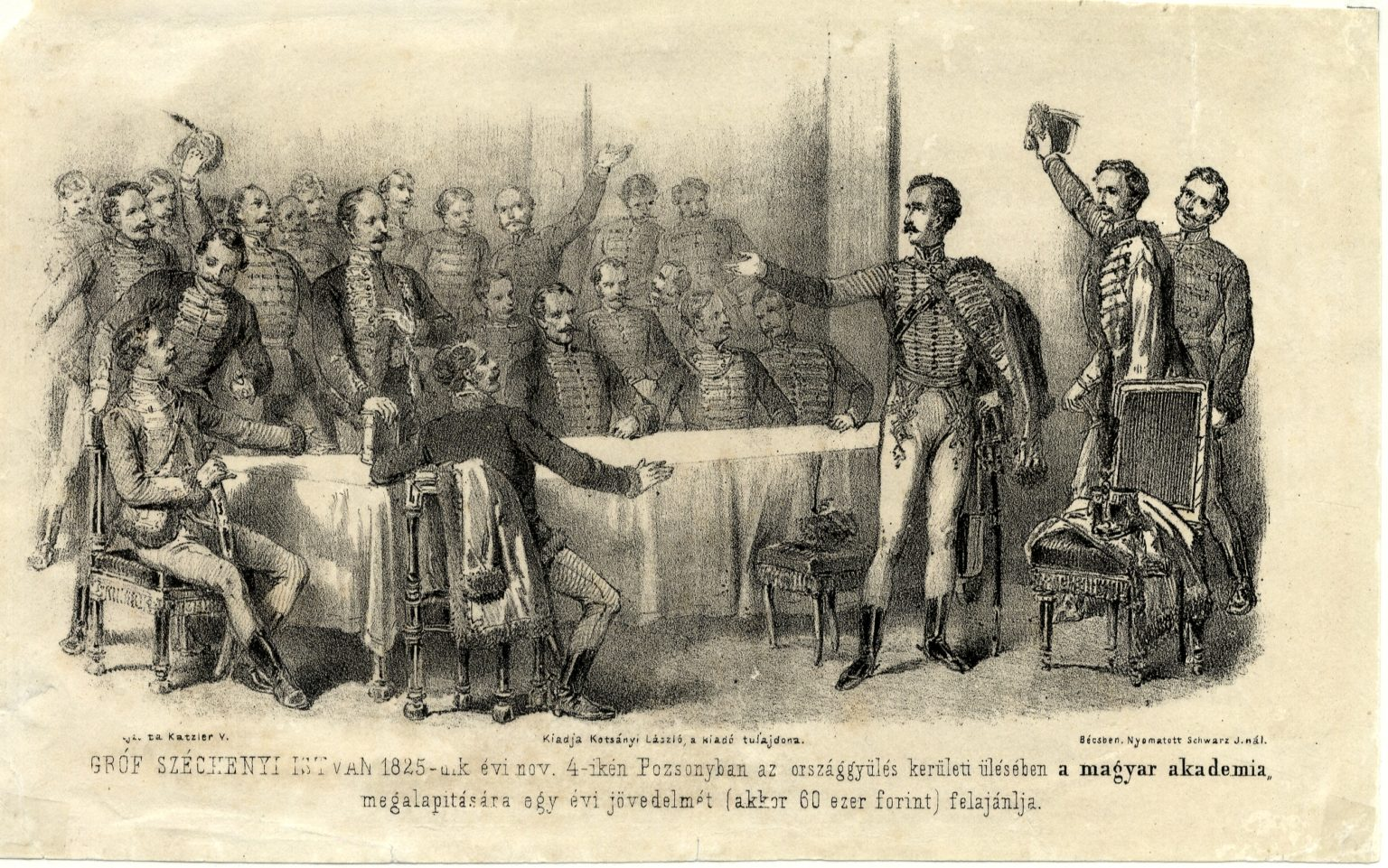
Graaf Széchenyi biedt in het parlement zijn jaarinkomsten aan ten behoeve van de toekomstige academie

De Hongaarse Academie van Wetenschappen (Magyar Tudományos Akademia, MTA) is een toonaangevende wetenschappelijke instelling in Hongarije. De academie bestaat thans uit elf afdelingen. 
De academie werd opgericht op initiatief van graaf István Széchenyi, die in 1825 een jaarinkomen van zijn landgoederen aanbood om met dat bedrag een geleerd genootschap op te richten. Zijn voorbeeld werd gevolgd door andere afgevaardigden. Belangrijke taken van de Hongaarse academie, die aanvankelijk Hongaars Geleerd Genootschap (Magyar Tudós Társaság) heette, waren de verdere ontwikkeling van de Hongaarse taal en de verbreiding van kunsten en wetenschappen in Hongarije.
De eerste zitting en daarmee de feitelijke oprichting van het geleerde genootschap vond in 1830 plaats in Presburg, het huidige Bratislava, in die tijd de zetel van het Hongaarse parlement. Van meet af aan was Pest echter de officiële vestigingsplaats van de instelling. Aanvankelijk kwam men daar bijeen in het Nationaal Museum. 
In 1845 kreeg de academie haar huidige benaming. In 1865 werd het huidige gebouw in gebruik genomen, een ontwerp in neorenaissancestijl van de Pruisische architect Friedrich August Stüler.

## Organisatie
De academie bestaat volgens de Academiewet (1994) uit maximaal tweehonderd reguliere leden (rendes tag) tot zeventig jaar. Wie die leeftijd bereikt heeft, blijft lid, zodat het aantal leden in de praktijk hoger uitvalt. In juni 2014 zijn het er 297. Daarnaast zijn er corresponderende leden (levelező tag), buitenleden (külső tag) en ereleden (tiszteleti tag). Het regulier en corresponderend lidmaatschap staat uitsluitend open voor Hongaarse staatsburgers. De leden van de academie hebben de rang van "academicus" (akadémikus). 
De leden van de academie zijn aangesloten bij een van de elf afdelingen:
- Taal- en literatuurwetenschappen
- Filosofische en historische wetenschappen
- Mathematische wetenschappen
- Agrarische wetenschappen
- Medische wetenschappen
- Technische wetenschappen
- Chemische wetenschappen
- Biologische wetenschappen
- Economie en rechtswetenschappen
- Aardwetenschappen
- Fysische wetenschappen

Onder de academie van wetenschappen ressorteert een groot aantal onderzoeksinstituten, zowel in Boedapest als daarbuiten.